# Benthorn
Benthorn is een gehucht ten zuidoosten van de plaats Benthuizen in de gemeente Alphen aan den Rijn in de provincie Zuid-Holland in Nederland. Benthorn ligt ongeveer 4,3 meter onder NAP, op ongeveer een kilometer ten oosten van Benthuizen en anderhalve kilometer ten westen van Hogeveen.

## Geschiedenis
Benthorn was oorspronkelijk een zelfstandig ambacht en kreeg in de loop van de 19e eeuw steeds maar minder inwoners waarna het in 1846 bij Benthuizen werd gevoegd. Bij de Volkstelling van 1840 had de gemeente nog maar 16 inwoners. Tot 1 januari 2014 hoorde de gemeente bij Rijnwoude, maar deze is intussen weer opgegaan in Alphen aan den Rijn.

## Tegenwoordig
Sinds de aanleg van de HSL-Zuid zijn slechts 3 boerderijen over. Het CBS heeft bij de gemeente-indeling van Rijnwoude geen aparte wijk gespecificeerd voor Benthorn, het gehucht staat onder 'overig landelijk gebied' met 80 inwoners in zijn geheel.

## Foto's

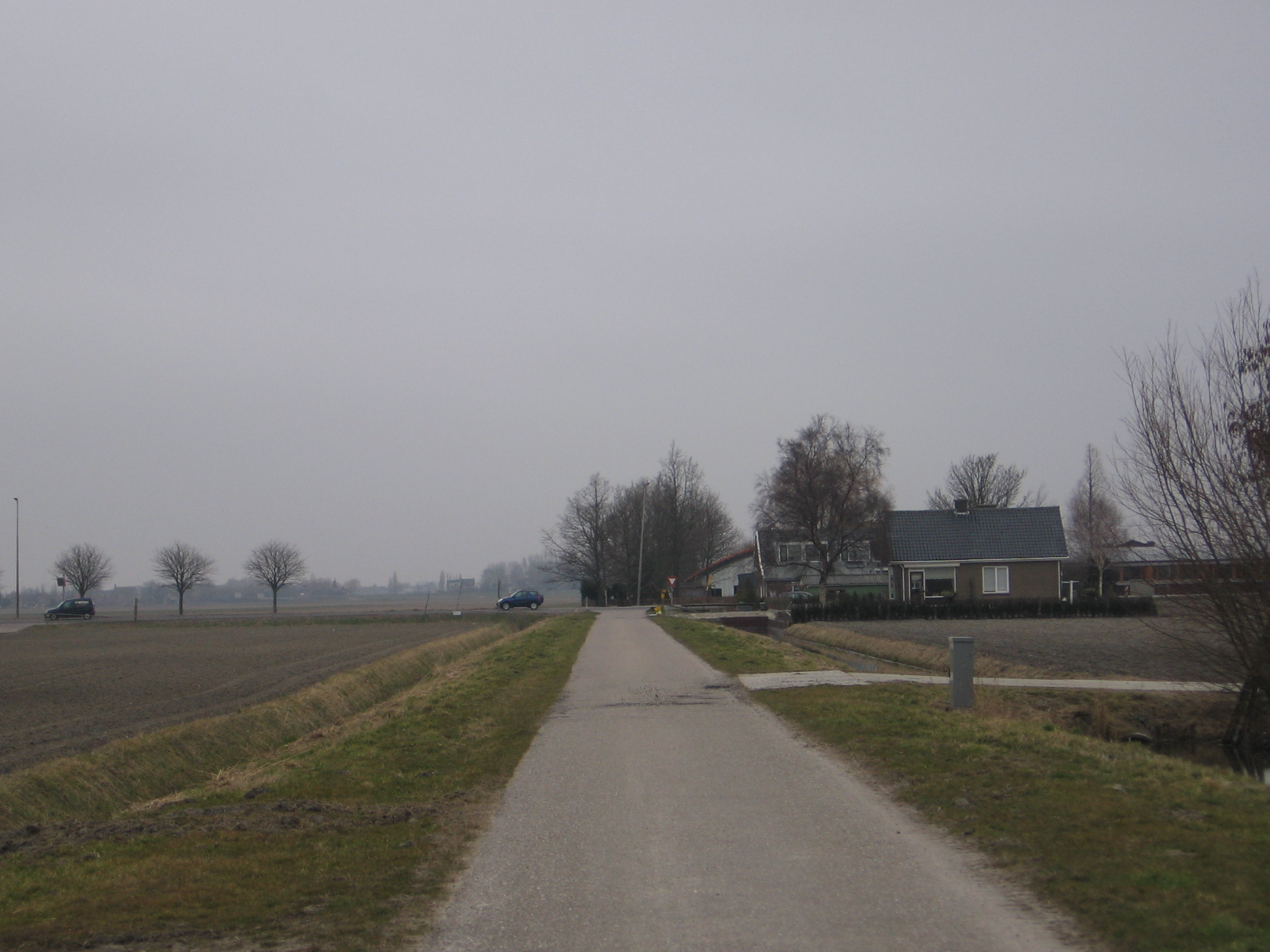
Benthorn

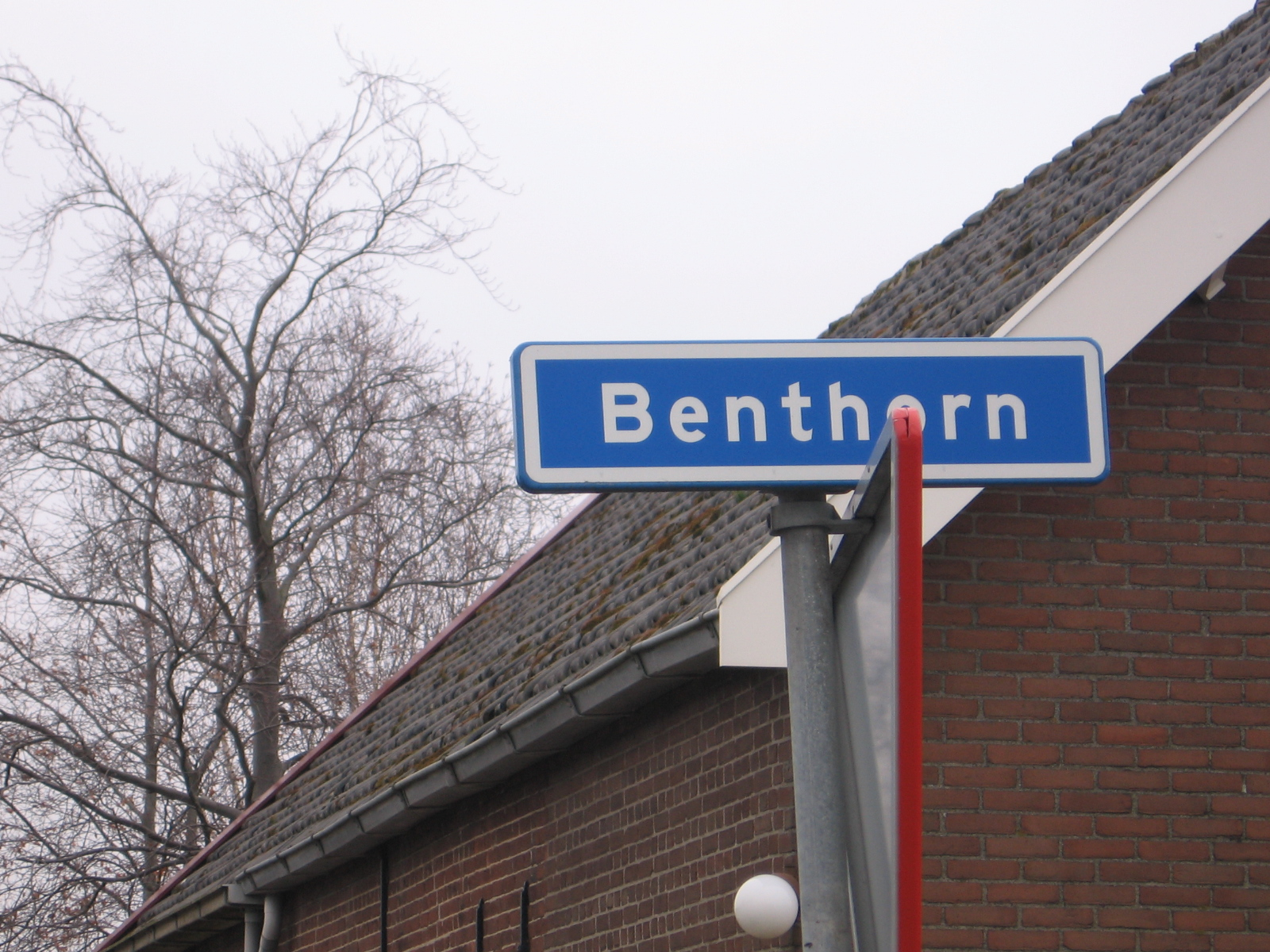
Benthorn staat nog aangegeven als straatnaam

Hoofdplaats: Alphen aan den Rijn     Wijken en Buurten: Oudshoorn · Ridderveld · Zegersloot · Hoorn · Hoge Zijde · Lage Zijde · Steekterpolder · Kerk en Zanen · Rietveld

Dorpen: Aarlanderveen · Benthuizen · Boskoop · Hazerswoude-Dorp · Hazerswoude-Rijndijk · Koudekerk aan den Rijn · Zwammerdam

Buurtschappen: Bent · Benthorn · De Roemer · Draaibrug · Gnephoek · Gouwsluis · Groenendijk · Groeneweg · Halve Raak · Heimansbuurt · Hogeveen · Hoogewaard · Hoorn · Kort-Steekterweg · Laag Boskoop · Lagewaard · Loete · Middelburg (deels) · 's-Molenaarsbuurt · Oostbuurt · Otweg · Ridderbuurt · Rietveld · De Roemer · Steekterweg/Goudse Rijpad · Spoelwijk · Voorweg · Westeinde

Historische gemeentes: Rijnwoude · Zuidwijk

Zuid-Holland: Steden en dorpen    Nederland: Provincies · Gemeenten